# Nachbarn (Dokumentarsendung)
Die Dokumentation nachbarn war eine Sendung im Bayerischen Fernsehen, die jeweils einmal im Monat sonntags von 17.30 Uhr bis 18.00 Uhr im Wechsel mit dem Alpen-Donau-Adria-Magazin und dem Magazin euroblick ausgestrahlt wurde. nachbarn berichtete als Dokumentation über die europäischen Nachbarn Deutschlands, hauptsächlich über die Entwicklung von osteuropäischen Ländern und deren aktuelle Probleme. Dabei wurde auch ein Bezug zur gesamteuropäischen Entwicklung hergestellt.
Später liefen die Dokumentationen nicht mehr unter dem Namen nachbarn, sondern sonntags um 16:45 Uhr als Europa-Reportage. Mit Einstellung der Magazine Alpen-Donau-Adria und euroblick im Dezember 2024 fiel auch der Sendeplatz für die Europa-Reportage weg.